# FB Mondial
FB Mondial is een historisch Italiaans merk van motorfietsen.
De bedrijfsnaam was Fratelli Boselli, later Mondial Moto Company, Milano. Men produceerde motorfietsen van 1948 tot 1974, in 1992 en van 2000 tot 2004. In 2017 kwam de fabrikant ook nog met de 125/250 Hipster op de markt.
Mondial was een Italiaans motormerk dat in 1948 begon met de productie van lichte motorfietsen. Het bedrijf was al sinds 1939 bezig met de bouw van driewielers onder de naam FB Motocarri.

## Triporteurs
Giuseppe Boselli had al gewerkt bij de motorfiets-fabrieken GD en CM. In 1929 begon hij met zijn broers Luigi, Ettore en Carlo de firma FB (Fratelli Boselli). Ze produceerden degelijke transportdriewielers in werkplaatsen die eigendom waren van Oreste Drusiani, die al motoren en onderdelen voor GD en CM had geproduceerd. De driewielers hadden dan ook een motorfiets-voorkant. Vanaf het zadel leken ze meer op kleine vrachtauto's. De werkplaatsen werden in de Tweede Wereldoorlog gebombardeerd waardoor in 1946 opnieuw begonnen moest worden. Aanvankelijk gebeurde dit weer met transportdriewielers. Oreste Druisiani had inmiddels een 125 cc viertaktmotortje met dubbele bovenliggende nokkenassen ontwikkeld. Giuseppe besloot het blokje in een race-motorfiets te monteren. Deze machine ging FB Mondial heten. Het was een succesvol motortje en men besloot in de motor-racerij te blijven.

## Motorfietsen 1948-1974
Mondial werd wereldberoemd door de snelle 125- en 250 cc racemotoren die in de jaren vijftig veel overwinningen behaalden, met wereldtitels voor Nello Pagani (125 cc 1949), Bruno Ruffo (125 cc 1950), Carlo Ubbiali (125 cc 1951), Tarquinio Provini (125 cc 1957) en Cecil Sandford (250 cc 1957). Al snel werden er motorfietsen met aangepaste motorblokjes voor de markt gebouwd, en er verschenen ook 175- en 200 cc-versies. De markt voor transportvoertuigjes nam snel af door de komst van kleine auto's en men besloot deze productie te staken. Het bedrijf verhuisde naar een nieuwe fabriek. Het merk legde zich later vooral toe op lichte, sportieve tweetakten. Met matig succes: de 160 cc-motor was niet zonder mankementen en ook de overgang naar massaproductie ging niet zonder problemen. De scooter was intussen ook een grote concurrent voor de lichte motorfietsen geworden. In de jaren vijftig volgde een reorganisatie van het management en de firma Michelini werd ingeschakeld bij de productie van een nieuwe 125 cc viertaktmotor. Het merk was tot deze tijd zeer succesvol in de races en zeer matig in de verkoop van motorfietsen. In 1957 werden de kosten van het racen te hoog en Mondial stapte er uit. Dit drukte de prijs van de productie-motorfietsen met ca. 10%! Het bedrijf balanceerde echter nog steeds op de rand van de afgrond, mede door de slechte samenwerking tussen het productiebedrijf en de verkoopafdeling. Er werden in het begin van de jaren zestig motorfietsen voor betrouwbaarheidsritten gemaakt waarin noodgedwongen een Sachs-motorblok werd gemonteerd. Ook dit werd geen succes.
Toch bleef Giuseppe Boselli bij zijn enthousiasme voor races: de gebroeders Walter en Francesco Villa (van het latere Moto Villa) namen met verouderde Mondials met redelijk succes deel aan nationale en internationale races. Hiervoor werden rond 1966 ook weer tweetaktmotoren gebruikt. Het was echter nog steeds te duur en het merk Mondial verdween rond 1974 van de markt.

## 1992-2004
In 1992 verscheen er nog een machine onder de merknaam Mondial, gebouwd door Pierluigi Boselli, een zoon van een van de oorspronkelijke eigenaars. Deze machine was voorzien van een 560 cc KTM-blok. Het merk verdween van het toneel, maar in 2000 werd met een investering van 10 miljoen dollar de Mondial Moto Company opgericht toen Roberto Ziletti uit Brescia de naam Mondial kocht. Men had plannen om een 1000 cc V-twin met een Suzuki TL 1000 R-blok te gaan produceren, maar de eerste raceversie was voorzien van een Honda VTR 1000 SP-1-blok. Begin 2005 werd bekend dat deze herstart niet geslaagd was.